# Лакаторо
Лакаторо — це адміністративний центр провінції Малампа острівної держави Вануату. Знаходиться на східному березі острова Малекула і є найбільшим поселенням на цьому острові.

## Клімат
Селище знаходиться у зоні, котра характеризується вологим тропічним кліматом. Найтепліший місяць — лютий із середньою температурою 27.4 °C (81.3 °F). Найхолодніший місяць — серпень, із середньою температурою 24.4 °С (75.9 °F).
| Клімат Лакаторо         | Клімат Лакаторо | Клімат Лакаторо | Клімат Лакаторо | Клімат Лакаторо | Клімат Лакаторо | Клімат Лакаторо | Клімат Лакаторо | Клімат Лакаторо | Клімат Лакаторо | Клімат Лакаторо | Клімат Лакаторо | Клімат Лакаторо | Клімат Лакаторо |
| Показник                | Січ.            | Лют.            | Бер.            | Квіт.           | Трав.           | Черв.           | Лип.            | Серп.           | Вер.            | Жовт.           | Лист.           | Груд.           | Рік             |
| Середній максимум, °C   | 30,6            | 30,7            | 30,6            | 29,8            | 28,7            | 27,9            | 27,2            | 27,4            | 27,9            | 28,6            | 29,4            | 30,1            | 29,1            |
| Середня температура, °C | 27,2            | 27,4            | 27,3            | 26,6            | 25,9            | 25,1            | 24,4            | 24,4            | 24,8            | 25,4            | 26,2            | 26,7            | 26              |
| Середній мінімум, °C    | 23,8            | 24,1            | 24              | 23,5            | 23              | 22,2            | 21,7            | 21,4            | 21,6            | 22,3            | 23              | 23,3            | 22,8            |
| Норма опадів, мм        | 258.3           | 244.6           | 273.3           | 220.7           | 159.5           | 141.5           | 118.2           | 84              | 87.7            | 143.4           | 131             | 143.7           | 2005.9          |
| Днів з дощем            | 17              | 17              | 19              | 18              | 16              | 13              | 13              | 12              | 10              | 12              | 11              | 14              | 172             |
| ----------------------- | --------------- | --------------- | --------------- | --------------- | --------------- | --------------- | --------------- | --------------- | --------------- | --------------- | --------------- | --------------- | --------------- |
| Джерело: Weatherbase    |                 |                 |                 |                 |                 |                 |                 |                 |                 |                 |                 |                 |                 |